# Filha da Mãe
Filha da Mãe (1989) é um filme português de João Canijo.
Grande parte das sequências deste filme foram rodadas em espaços de um edifício de habitação na Rua da Ilha do Príncipe nº 7, em Lisboa, projectado pelo arquitecto Jorge Ferreira Chaves. Esta obra foi escolhida para decor em vários outros filmes portugueses.

## Sinopse
Comédia sentimental, intriga policial e tragédia conjugal, este filme conta a história de Maria (Rita Blanco), uma “filha da mãe” cómica, agressiva, cínica e sentimental.
Tem um namorado, Adriano (João Cabral), que se dedica a pequenos tráficos e roubos. A sua mãe é Júlia (Lídia Franco), actriz insegura e mazinha que tem por amante ocasional Gigi (Miguel Guilherme), actor e toxicodependente, sempre sem dinheiro e com o coração dividido entre Júlia e Dalila, sua colega de palco. O seu pai é Álvaro (José Wilker), um pintor que depois de ter estado desaparecido durante vinte anos no Brasil quer voltar para Júlia como se nada tivesse acontecido e dá de caras com uma filha que não sabe se é sua e que, quase sem se dar conta, lhe cai nos braços.

## Elenco
- José Wilker - Álvaro
- Rita Blanco - Maria
- Lídia Franco - Júlia
- Miguel Guilherme - Gigi
- Diogo Dória - Lázaro
- João Cabral - Adriano
- Adriano Luz - Víctor
- Alexandra Lencastre - Lilita